# Lyne Bessette
Lyne Bessette, née le 10 mars 1975 à Lac-Brome, est une coureuse cycliste et femme politique canadienne.
Elle est notamment médaillée d'or de la course en ligne aux Jeux du Commonwealth de 1998 et six fois championne du Canada (deux fois en course en ligne, deux fois en contre-la-montre et deux fois en cyclo-cross). Elle représente le Canada aux Jeux olympiques de 2000 et de 2004, et remporte le Tour de l'Aude cycliste féminin en 1999 et 2001.
En politique, elle représente la circonscription de Brome—Missisquoi (Québec) à la Chambre des communes du Canada sous la bannière du Parti libéral du Canada du 21 octobre 2019 au 19 septembre 2021.

## Carrière sportive
Lyne Bessette est d'abord une coureuse de fond, de demi-fond et de cross-country. Elle fait partie de l'équipe d'athlétisme du club universitaire Vert & Or de Sherbrooke en 1995. Une blessure au dos subie cet été-là l'empêche cependant de participer à l'Universiade d'été de 1995 au Japon, et la convainc d'abandonner la course à pied pour se consacrer au cyclisme. Elle participe sous les couleurs de l'équipe senior du Québec au Tour de l'Abitibi 1996.
Elle fait partie de l'équipe américaine Saturn de 1998 à 2003.
Lyne Bessette enregistre son premier exploit majeur quand elle remporte la médaille d'or de la course en ligne aux Jeux du Commonwealth de 1998 disputés en Malaisie. Aux Jeux olympiques de Sydney en 2000, elle termine 22e dans la course sur route. Aux Jeux du Commonwealth de 2002, elle remporte la médaille de bronze au contre-la-montre individuel. 
Lors des Championnats du monde de cyclisme sur route 2003, tenus à Hamilton au Canada, Lyne Bessette se montre critique envers sa coéquipière Geneviève Jeanson lorsque celle-ci échoue un test d'hématocrite et est disqualifiée, laissant entendre que le comportement de dopage de Jeanson était déjà connu dans le milieu cycliste canadien.
Aux Jeux olympiques d'Athènes en 2004, Bessette chute lors de la course sur route et doit abandonner, alors qu'au contre-la-montre elle termine au 16e rang.
Lyne Bessette annonce une première fois sa retraite du cyclisme sur route en mai 2006, mais continue la compétition en cyclo-cross. Elle participe cependant à quelques compétitions sur piste ou contre-la-montre en 2007, et remporte le championnat canadien en poursuite. Elle envisage de tenter sa chance aux Jeux olympiques de 2008, mais y renonce finalement. Membre de l'équipe Cyclocrossworld.com en cyclo-cross, elle remporte en décembre 2007 le championnat du circuit Verge de Nouvelle-Angleterre et termine troisième aux championnats canadiens.
Elle participe en 2008 au Rallye des Gazelles au Maroc. Cette même année, elle travaille comme analyste pour Radio-Canada aux Jeux olympiques de Pékin. Par la suite, elle concourt en paracyclisme, servant de guide à la cycliste aveugle Robbi Weldon (en) lors des Championnats du monde de paracyclisme sur route au Danemark (une médaille d'or), des Jeux parapanaméricains de 2011 (quatre médailles d'or) et des Jeux paralympiques d'été de 2012 (une médaille d'or).

### Palmarès sur route

#### Par année
| - 1997 - 3e du championnat du Canada du contre-la-montre - 1998 - Médaillée d'or de la course en ligne aux Jeux du Commonwealth - 3e du championnat du Canada sur route - 1999 - Fitchburg Longsjo Classic - Tour de l'Aude cycliste féminin - Tour of Willamette - Redlands Bicycle Classic - Médaillée d'argent du contre-la-montre aux Jeux panaméricains - 2e de la Killington Stage Race - 2e de la Coupe du monde cycliste féminine de Montréal - 2e du championnat du Canada sur route - 3e du championnat du Canada du contre-la-montre - 2000 - Tour de Toona : - Classement général - 3e et 5e étapes - Fitchburg Longsjo Classic - 2e de la Redlands Bicycle Classic - 2e de la Killington Stage Race - 2001 - Championne du Canada du contre-la-montre - Championne du Canada sur route - Tour de l'Aude cycliste féminin - Women's Challenge : - Classement général - 4e, 9e et 11e étapes - 1re étape du Tour de Toona - Fitchburg Longsjo Classic - 3e du Tour of the Gila - 3e de la Coupe du monde cycliste féminine de Montréal - 2002 - Fitchburg Longsjo Classic - Sea Otter Classic - 1re étape de la Solano Bicycle Classic - 2e étape de la Redlands Bicycle Classic - 2e de la Flèche wallonne féminine - Médaillée de bronze du contre-la-montre aux Jeux du Commonwealth - 3e du championnat du Canada du contre-la-montre | - 2003 - Championne du Canada du contre-la-montre - Liberty Classic - Tour de Toona : - Classement général - 3e étape - 2e étape du Tour de l'Aude cycliste féminin - 3e étape du Pomona Valley Stage Race - 3e étape de la Sea Otter Classic - Cascade Cycling Classic - 2e du championnat du Canada sur route - 2e de la Redlands Bicycle Classic - 2004 - Championne du Canada sur route - 1e étape de la Pomona Valley Stage Race - 2e étape de la Redlands Bicycle Classic - Redlands Bicycle Classic - Sea Otter Classic : - Classement général - 1re et 2e étapes - Tour de Toona : - Classement général - 1re et 6e étapes - Nature Valley Grand Prix - 2e du championnat du Canada du contre-la-montre - 2e du Tour de Berne - 2e du Souvenir Magali Pache - 3e du Tour du Grand Montréal - 2007 - 2e du championnat du Canada du contre-la-montre |

#### Classements UCI
| Année                                 | 1999 | 2000 | 2001 | 2002 | 2003 | 2004 | 2005 |
| ------------------------------------- | ---- | ---- | ---- | ---- | ---- | ---- | ---- |
| Classement UCI                        | 10e  | 68e  | 12e  | 20e  | 14e  | 18e  | 76e  |
|                                       |      |      |      |      |      |      |      |
| Légende : nc = non classéSource : UCI |      |      |      |      |      |      |      |

Sources,,,.

### Palmarès en cyclo-cross
| - 2000-2001 - Downeast - 2001-2002 - Nommay - 2002-2003 - Championne du Canada de cyclo-cross - 2005-2006 - Championne du Canada de cyclo-cross - Portland - Gloucester - Aurora - Farmington - Sterling - 2006-2007 - Championne du Canada de cyclo-cross - Southampton - Gloucester - New Gloucester Maine - Sterling - South Kingstown - Warwick | - 2007-2008 - Farmington - Las Vegas - Gloucester - Gloucester, Cyclo-cross - Northampton - Warwick, Cyclo-cross (F) (USA) - 3e du championnat du Canada - 2011-2011 - Championne du Québec de cyclo-cross - 2012-2012 - Championne du monde maître 35-39 ans |

### Palmarès sur piste
- Championne du Canada de poursuite : 2007

## Carrière politique
En 2019, Lyne Bessette est approchée par le Parti libéral du Canada pour se porter candidate aux élections fédérales prévues à l'automne. Elle accepte et se présente dans la circonscription de Brome—Missisquoi, rendue disponible par le départ annoncé de Denis Paradis de la vie politique. Le jour du scrutin, le 21 octobre, elle est élue avec une majorité de 2 298 voix sur la candidate du Bloc québécois Monique Allard. 
À l'été 2020, elle effectue un voyage hors du Canada, ce qui est dénoncé par des médias canadiens, puisqu'elle a préféré ne pas respecter les recommandations sanitaires des gouvernements du Canada et du Québec.
Elle ne se représente pas aux élections anticipées du 20 septembre 2021.

## Vie privée
Lyne Bessette est mariée au coureur cycliste américain Timothy Johnson.